# Närkes Elektriska
Närkes Elektriska, NEA, är ett företag som grundades 1931 i Örebro som en del av ASEA. Sedan 1949 är Närkes Elektriska ett eget företag som verkar inom elinstallation, underhåll och försäljning av elmateriel till främst företag och industrier. Idag ingår företaget i den så kallade NEA-gruppen, där fem andra företag ingår. NEA har totalt ca 2500 anställda på ca 60 orter i Sverige. Närkes Elektriska har sitt huvudkontor bredvid Södra vattentornet och Gustavsvik i södra Örebro och är en av stadens viktigaste arbetsgivare. Mellan 1982 och 2006 var företaget börsnoterat.